# Parastesilea
Parastesilea – rodzaj chrząszczy z rodziny kózkowatych i podrodziny zgrzypikowych. 

## Zasięg występowania
Przedstawiciele tego rodzaju występują we wsch. Indonezji, na wyspie Celebes oraz na Molukach.

## Systematyka
Do Parastesilea należą 4 gatunki:
- Parastesilea alboscutellaris,
- Parastesilea grisescens,
- Parastesilea latefasciata,
- Parastesilea scutellaris.